# Operation Leopard
Operation Leopard (en francés: La légion saute sur Kolwezi) es una película de guerra francesa de 1980 dirigida por Raoul Coutard y basada en el libro de Pierre Sergent La Légion saute sur Kolwezi. 

## Trama
Giuliano Gemma es un ayudante de cocina del 2REP de la Legión Extranjera Francesa que en mayo de 1978 participó en la Operación Léopard y en la batalla de Kolwezi, en el antiguo Zaire (hoy República Democrática del Congo ) para la liberación de los rehenes europeos. Su figura está inspirada en la historia real de un legionario italiano, que cayó durante los combates.

## Reparto
- Bruno Cremer : Pierre Delbart
- Jacques Perrin : embajador Berthier
- Laurent Malet : Philippe Denrémont
- Pierre Vaneck : coronel Grasseur
- Mimsy Farmer : Annie Debrinn
- Giuliano Gemma : ayudante Fédérico
- Robert Etcheverry : coronel Dubourg
- Jean-Claude Bouillon : Maurois
- Gérard Essomba : Bia Kombo
- Laure Moutoussamy : Élodie
- Patricia Lavidange : Angélique
- Jean-Paul Richepin : Singer
- Pierre Rousseau : Debruyn
- Yan Brian : Loubet
- Eric Sergent : Murat
- Joseph Momo : Niokolo
- Henri Marteau : Chamfort
- Patricia Caffrey : Lindel
- Hervé Jolly
- Patricia Kesser
- Jean Le Mouël
- Jean Seberg (fallecida durante el rodaje, fue sustituida por Mimsy Farmer)
- Gérard Sergue